# Christian Knaut
Christian Knaut (Halle, 16 agosto 1656 – 11 aprile 1716) è stato un botanico e bibliotecario tedesco.

## Biografia
Studiò medicina all'Università di Lipsia, dove ebbe come insegnanti Gottfried Welsch, Paul Amman, Michael Ettmüller e Johannes Bohn. Nel 1682 ottenne il dottorato dall'università di Jena con una dissertazione dal titolo De fermentatione in sanguine non existente. Successivamente tornò a Halle, dove fu bibliotecario e medico personale del principe Emanuel Lebrecht di Anhalt-Köthen. Come bibliotecario fu autore di una cronaca e di una descrizione che coinvolse le contee di Ballenstädt e Aschersleben (1698).
Come botanico pubblicò Compendium Botanicum sive Methodus plantarum genuina, nel quale fornì un sistema di classificazione per piante da fiore basato sul numero e sulla disposizione dei petali.
| Knaut è l'abbreviazione standard utilizzata per le piante descritte da Christian Knaut. Consulta l'elenco delle piante assegnate a questo autore dall'IPNI. |

| Controllo di autorità | VIAF (EN) 10717575 · ISNI (EN) 0000 0000 1097 837X · CERL cnp00447501 · GND (DE) 122017277 |